# Галл, Александр Александрович
Алекса́ндр Алекса́ндрович Галл (1831—1904) — русский военный деятель. Генерал-адъютант (1881). Генерал от кавалерии (1891).

## Биография
Родился 16 марта 1831 года. В службу вступил в 1848 году после окончания Пажеского Его Величества корпуса, произведён в корнеты. В 1849 году произведён в поручики. В 1852 году произведён в штабс-ротмистры.
С 1856 года назначен старшим адъютантом штаба 1-й гвардейской кавалерийской дивизии. В 1857 году произведён в ротмистры. С 1859 года назначен адъютантом генерал-фельдмаршала великого князя Николая Николаевича. В 1861 году произведён в полковники. Участник Польского похода. С 1866 года состоял при великом князе Николае Николаевиче. В 1867 году произведён в генерал-майоры.
Участник Русско-турецкой войны. С 1876 года назначен генералом для особых поручений при главнокомандующем действующей армии, одновременно являлся попечителем великого князя Николая Николаевича младшего. В 1877 году произведён в генерал-лейтенанты.
С 1878 года назначен генералом для особых поручений при главнокомандующем Войсками Гвардии и Петербургского военного округа. В 1881 году произведён в генерал-адъютанты. В 1891 году произведён в генералы от кавалерии.
Умер 22 февраля 1904 года в Санкт-Петербурге.

## Награды
Награды
- Орден Святой Анны 3-й степени (1858)
- Орден Святого Станислава 2-й степени (1860)
- Орден Святой Анны 2-й степени (1862)
- Золотое оружие «За храбрость» (1863)
- Орден Святого Владимира 3-й степени (1868)
- Орден Святого Станислава 1-й степени (1871)
- Орден Святой Анны 1-й степени (1872)
- Орден Святого Владимира 2-й степени (1875)
- Орден Белого орла (1878)
- Орден Святого Александра Невского (1884; Бриллиантовые знаки — 1888)

## Семейная связь
Отец: Галл Александр Романович — лейтенант флота. Дед: Галл, Роман Романович — русский мореплаватель английского происхождения, адмирал, временно исполнял обязанности главного командира Черноморского флота в 1811 году.
Дети:
- Евгения (1854-1914), фрейлина — замужем за графом Николаем Адлербергом
- Николай (1857), жена Елизавета Владимировна Михалкова (дочь действительного статского советника Михалкова Владимира Сергеевича (1817—1900))
- Александр (1860-1920) — генерал-майор, жена княжна Софья Викторовна Голицына (дочь князя Виктора Васильевича Голицына)